# 청도 운문사 만세루
청도 운문사 만세루(淸道 雲門寺 萬歲樓)는 대한민국 경상북도 청도군 운문면 신원리 1789, 운문사에 있는 건축물이다. 2010년 8월 2일 경상북도의 유형문화재 제424호로 지정되었다.

## 지정 사유
숙종 44년(1718) 채헌(彩軒)이 지은 경상북도청도군동호거산운문사사적(慶尙北道淸道郡東虎踞山雲門寺事蹟)에 의하면 운문사는 560년에 한 도승이 대작갑사로 창건한 뒤, 591년에 원광법사가 이곳에 머물면서 제1중창을 하였고, 그 뒤 후삼국시대에 보양선사가 주석하면서 고려태조의 귀의를 받아 “운문선사”라는 사액을 받고 제2중창을 이루었으며, 1129년에 고려 원응국사 학일(學一)이 이곳을 하산소로 삼아 내려온 이래 옛 절을 크게 중창하였다고 한다.
그러나 고려후기에 운문사 주지로 재임(1277년)하면서 삼국유사를 집필하였던 일연선사는 .삼국유사. 권 4 원광서학(圓光西學)과 보양이목(寶壤梨木)에서 보양선사를 운문사 개산조(開山祖)로 밝혀 보양선사의 운문사 개창 설을 뒷받침하고 있다.
그 후 임진왜란으로 당우 일부가 소실되었고, 2006년 대웅보전 해체수리 때 발견된 상량문의 내용을 통해 순치(順治) 10년(1653)에 화재로 대웅전 등이 손실되어 순치 12년(1655)에 대웅전이 복원 중건되었음을 알 수 있다.
만세루의 건립시기를 최근 대웅전 해체수리 시 발견된 기와명문(康熙十七年戊午三月雲門寺万歲樓尾...)과 상량문을 비롯한 명문 중에 순치십이년대웅전중건시가람현상등본(順治十二年大雄殿重建時伽藍現狀謄本)과 소화십년 사월 일대웅전중집시가람현상표(日大雄殿重緝時伽藍現狀表) 등을 분석해 보면 이 건물은 적어도 17세기에는 건립된 것으로 짐작된다.
만세루는 운문사 내에서도 건축적.역사적 내용이 풍부한 건물이며, 17세기를 전후한 시대적 건축표현을 담아내고 있는 점, 그리고 이익공형식 무고주 7량가구의 독특한 가구수법 등을 높이 평가하여 유형문화재로 지정하기로 한다.

## 같이 보기
- 운문사

## 참고 자료
- 청도 운문사 만세루 - 국가유산청 국가유산포털